# Erlendur Patursson

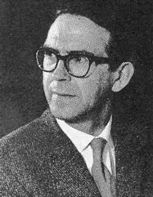
Erlendur Patursson

Erlendur Pætur Patursson (* 20. August 1913 in Kirkjubøur, Färöer; † 16. Juni 1986 ebenda) war ein färöischer Schriftsteller und als Politiker Mitbegründer des republikanischen Tjóðveldisflokkurin.

## Leben
Erlendur war der Sohn von Jóannes Patursson und dessen isländischer Frau Guðný Eiríksdóttir. Verheiratet war er mit Morið, geborene Holm aus Hvalba.
Er besuchte in Island die Schule. Nach der Reifeprüfung studierte er ab 1933 zunächst in Reykjavík und ging dann nach Oslo und Kopenhagen. 1940 machte er seinen cand. pol. zum Nationalökonom. Er arbeitete dann als Chefredakteur. Erlendur Patursson gehörte zu den Färingern, die während des Krieges in Kopenhagen festsaßen. Erst 1945 kehrte er auf die Färöer zurück. 1948 war er zusammen mit Jákup í Jákupsstovu, Sigurð Joensen und Hanus við Høgadalsá unter den Mitbegründern der linksrepublikanischen Partei Tjóðveldisflokkurin. 1958–1966 und 1970–1986 war er Mitglied des färöischen Parlaments Løgting. 1973–1977 war er einer der beiden färöischen Abgeordneten im dänischen Folketing und 1963–1967 Minister in der Landesregierung der Färöer. 
Als färöischer Vertreter im Nordischen Rat kämpfte er für die Gleichstellung der autonomen Gebiete Åland (zu Finnland), Grönland und Färöer (beide zu Dänemark), und des Volks der Samen. Damit konnte er sich zwar nicht durchsetzen, erreichte aber, dass Åland, Grönland und die Färöer eigene Delegationen bekamen. Er gilt ebenso als Initiator des Hauses des Nordens, wie der Zusammenarbeit der westnordischen (grönländischen, isländischen und färöischen) Parlamentarier in einer eigenen Organisation seit 1986.
Patursson war auch Vorsitzender des Fischerverbandes der Färöer. 1981 erhielt er den Literaturpreis der Färöer für Fachliteratur für seine fünfbändige Fischereigeschichte der Färöer Fiskiveiði - fiskimenn (1850-1939) I, II und Fiskivinna og Fiskivinnumál (1940-1970) I, II, III. Zur Begründung hieß es, dass er damit ein unverzichtbares Standardwerk zur Geschichte des Hauptwirtschaftszweiges seines Landes geschaffen habe.
Zu Paturssons Verdiensten werden auch die Ausweitung der färöischen Fischereigebiete auf zunächst 12 Seemeilen und später auf 200 Seemeilen gerechnet sowie die Übertragung der Rechte am Untergrund unter den Inseln auf die Färöer.

## Werke
- Fólkaflytingin úr Føroyum, 1942
- Føroysk búreising, 1945
- Føroysk stjórnarmál, 1945
- Fiskiveiði - fiskimenn: 1850-1939 I, II, 1961
- Fiskivinna og Fiskivinnumál: 1940-1970 I, II, III, 1976–1981
- Sjón og seiggj, 1983
- Í hjørtum okkara býr frælsi, 1985
- „Aldrig kan et folk forgå“- som ikke vil det selv, 1986.